# 6565 Reiji
A 6565 Reiji (ideiglenes jelöléssel 1992 FT) a Naprendszer kisbolygóövében található aszteroida. Kin Endate és Vatanabe Kazuró fedezte fel 1992. március 23-án.